# Fundeni (okręg Bacău)
Fundeni – wieś w Rumunii, w okręgu Bacău, w gminie Secuieni. W 2011 roku liczyła 188 mieszkańców.